# Atomaria gutta
Atomaria gutta är en skalbaggsart som beskrevs av Newman 1834. Atomaria gutta ingår i släktet Atomaria, och familjen fuktbaggar. Arten är reproducerande i Sverige.